# 라퍼스빌가
라퍼스빌 가문 혹은 라퍼스빌 백작(독일어: Grafen von Rapperswil, 백작이 된 1233년 이전에는 영주)은 영향력이 가장 광범위했던 1200년대부터 1290년까지 라퍼스빌 주변에 있는 취리히호 상류와 제담, 그리고 오늘날 장크트갈렌, 글라루스주, 취리히주, 그라우뷘덴주가 위치한 곳의 일부를 통치했다. 12세기와 13세기에 큰 영향력을 지녔던 아인지델른 수도원의 포크트와 최소 3명의 수도원장이 라퍼스빌가 출신이다.

## 역사

### 초기사
697년의 전설에는 후기의 그리나우성과 관련하여 라프레히트(Raprecht)라는 기사가 언급되어 있다. 알텐도르프에 있는 포크트의 이전 자리는 972년 8월 14일 아인지델른 수도원의 물품이 확인된 황제 오토 2세의 문서에서 ‘Rahprehteswilare’로 처음 언급되었다.

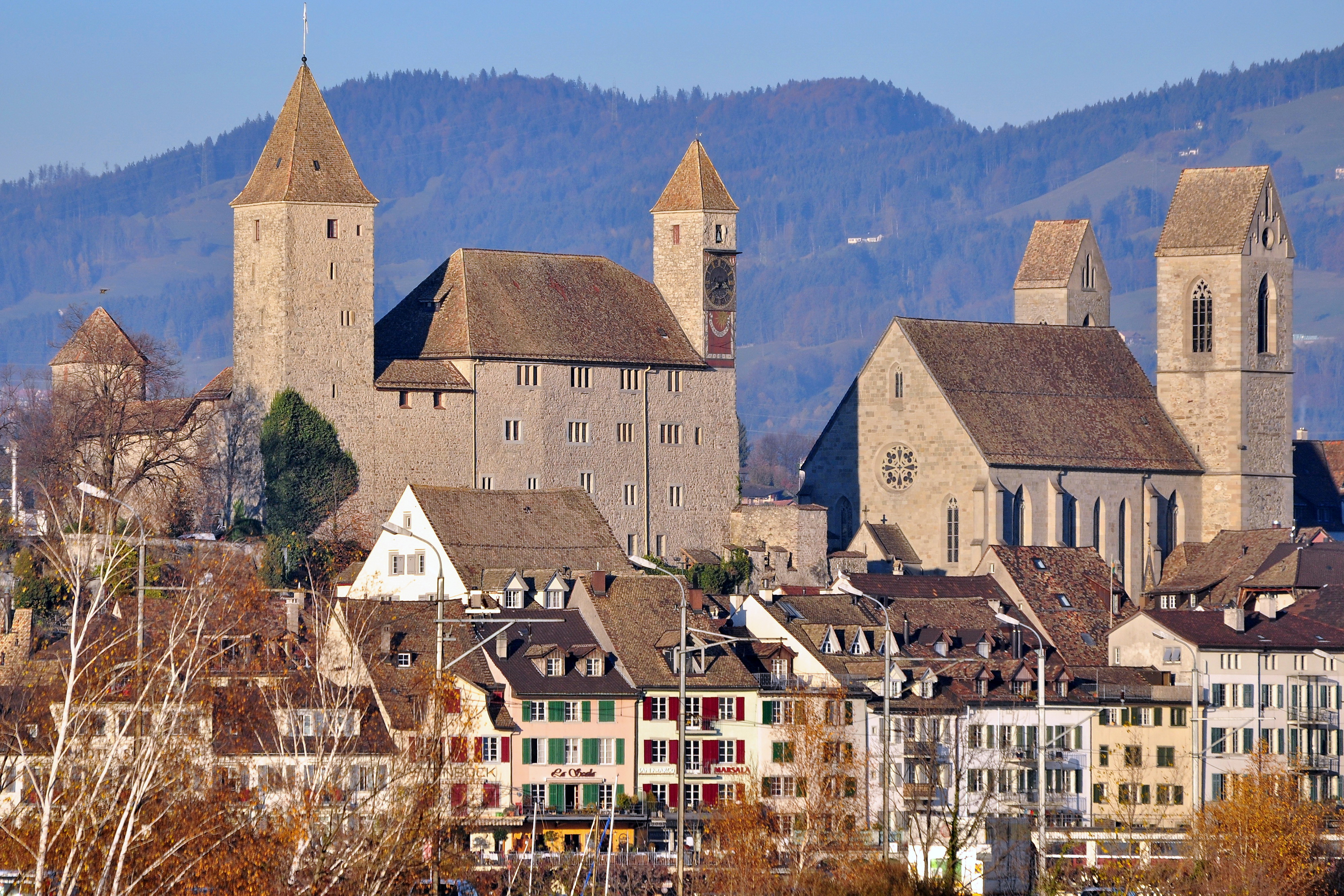
라퍼스빌성과 주변 교구 교회

아인지델른, 비룬트(996–1026)의 네 번째 수도원장 또는 비렌두스, 비룬트, 벰, 비란트, 페렌두스는 15세기 연대기 기사에 따르면 라퍼스빌 가문의 그라프 폰 반델부르크였다. 반델부르크는 오버제 호숫가에 있는 뷔히베르크 언덕에 있는 그뤼나우성의 다른 이름일 수 있다. 수도원의 기록 보관소에 따르면 비룬트의 기원에 대한 신뢰할 수 있는 출처는 없다. 신뢰할 수 없는 다른 출처에서는 루돌프 1세(1090–1101) 9대 수도원장이 라퍼스빌 가문의 일원이었다고 언급하고 있다. 울리히 1세 폰 라퍼스빌(1192-1206)은 아인지델른의 14대 수도원장이 되었다.
1099년에 처음으로 언급된 성 안드레아스 교회의 기부는 라퍼스빌 가문이 3층의 널찍한 시골 교회로 기증한 것이다. 1982년까지의 고고학적 조사로 인해 우스터성 위에 위치한 교회와 법적 연관성이 있다고 추정되는 것은 아직 입증되지 않았지만, 1300년 이전에 엘리자베스 폰 라퍼스빌에 의해 목가적 권리가 팔렸다. 일부 요새, 그리펜제, 우스터 및 알트-라퍼스빌에서 그들 중 가문 구성원에 의해 12세기 초반에 지어졌다. 라퍼스빌의 포크트는 소위 마르헨슈트라이트에서 영향력 있는 사람들이었다. 1100년경부터 라퍼스빌의 영주들은 루시콘, 에리스베르크, 루크하우젠, 무스부르크, 켐프탈, 그라이펜베르크 성, 베르네그 성, 스위스 동부 퇴스 계곡 주변 켐프텐 영지의 권리를 상속했다.
알트-라퍼스빌의 토지 및 권리와 관련된 청구에 대한 보상으로 1191년에서 1198년 사이에 토겐부르크 백작과 라퍼스빌 백작이 제공한 부비콘 관청을 설립하기 위해 재산 변경이 발생했다. 1206년에 설립된 수도원으로 13세기와 14세기 동안 지역의 귀족 가문들의 기부로 기사단 영지의 토지와 재화가 성장하였다.

### 라퍼스빌 백작
라퍼스빌의 가문(영주)은 1192년 이전에 많은 문서에서 처음으로 언급되었으며, 1206년경에 (Alt)-라퍼스빌의 대수도원장 루돌프와 관련되었으며, 1233년 이후에는 Rapprechtswilare의 Grafen (백작)으로 언급되었다.